# Suning.com
Suning.com Co., Ltd. (tidligere Suning Commerce Group Co., Ltd.) er en kinesisk detailhandelskoncern med hovedkvarter i Nanjing. Suning har over 10.000 butikker i Kina og en webshop, som er i blandt de tre største i Kina.
Sunings butikssammensætning er meget forskelligartet og i deres butikker kan eksempelvis købes elektronik, hvidevarer, IT, dagligvarer og bøger. De har også 37 Suning Plaza indkøbscentre.